# سيرجيو كورتيس
سيرجيو كورتيس (بالإسبانية: Sergio Cortes)‏ مواليد 11 يناير 1968 في أنتوفاغاستا، هو لاعب كرة مضرب تشيلي سابق بدأ مسيرته كمحترف سنة 1987 وكان يلعب باليد اليمنى. أعلى تصنيف له في الفردي كان المركز الـ 114 في سنة 1993.

## النهائيات

### الفردي: (3)
| الرقم | السنة | الدورة              | الأرضية | المنافس في النهائي | النتيجة في النهائي |
| ----- | ----- | ------------------- | ------- | ------------------ | ------------------ |
| 1.    | 1989  | ساو باولو، البرازيل | ترابية  | فرانسيسكو يونس     | 6–4, 6–3           |
| 2.    | 1992  | لييج، بلجيكا        | ترابية  | بارت ويوتس         | 6–7, 6–3, 6–4      |
| 3.    | 1992  | جنيف، سويسرا        | ترابية  | فيليب ديولف        | 6–7, 6–2, 6–4      |

### الزوجي: (1)
| الرقم | السنة | الدورة         | الأرضية | الشريك        | المنافس في النهائي               | النتيجة في النهائي |
| ----- | ----- | -------------- | ------- | ------------- | -------------------------------- | ------------------ |
| 1.    | 1994  | بوزنان، بولندا | ترابية  | مارتن بلاكمان | جوام كونا إي سيلفا إيمانويل كوتو | 6–7, 7–5, 7–5      |

## روابط خارجية
- سيرجيو كورتيس على موقع رابطة محترفي التنس (الإنجليزية)
- سيرجيو كورتيس على موقع الاتحاد الدولي لكرة المضرب (الإنجليزية)
- سيرجيو كورتيس على موقع خلاصة التنس.كوم (الإنجليزية)